# Битва при Телети (1522)
Битва при Телети (1522) — битва между Картлийским царством и иранской армией. С 1518 года Восточная Грузия и Самцхе-Саатабаго стали вассалами Сефевидского Ирана. Грузинские цари боролись за освобождение от вассальной зависимости. В 1522 году шах Исмаил I решил отправиться походом на Картлийское царство, чтобы подчинить себе непокорного вассала. Давид X предложил шаху перемирие. Исмаил попросил Давида прийти к нему и принять ислам. Давид не согласился на это условие и начал подготовку к обороне. Царь получил спасательные отряды из Кахетии и Самцхе, нанял воинов с гор и Северного Кавказа, укрепил замки и башни, особенно Тбилисский замок.

## Сражение
Сражение произошло недалеко от Телети (ныне муниципалитет Гардабани).
В первом бою грузины повернули противника вспять, но командование противника развернуло армию и снова атаковало грузинскую армию.
Царевич Луарсаб энергично атаковал врага, отрезал одно крыло и преследовал бегущего Кызылбаша. Избранный шахом отряд попал в засаду.
Когда грузины, преследуемые врагом, прошли это место, кызылбаши ударили их в спину. Грузины потерпели поражение.
Царь вернулся в Шида-Картли и начал подготовку к новой битве. Войско шаха предательством главы города захватило Тбилиси, разграбило его, разграбило церкви, сожгло их и поместило свой гарнизон в Тбилисскую тюрьму.

### Историчность
Грузинская историография имеет разные мнения о битве при Телети. Например, академик Н. Бердзенишвили считал битву при Телети реальным фактом.
По мнению некоторых исследователей (Д. Кацитадзе, Р. Кикнадзе), шах Исмаил I не был в Грузии. Вахушти верил в факт битвы при Телети.
Согласно «Житию Картли», этот поход шаха Исмаила I произошел во время правления Луарсаба I.